# Letiště Kangerlussuaq
Letiště Kangerlussuaq (grónsky Mittarfik Kangerlussuaq, dánsky Søndre Strømfjord Lufthavn, IATA: SFJ, ICAO: BGSF) je letiště v Kangerlussuaqu, osadě v kraji Qeqqata na západě Grónska. Kromě letiště Narsarsuaq je to jedno z pouhých dvou civilních letišť v Grónsku, které dostatečně zvládne velká dopravní letadla. Nachází se daleko od pobřeží, a je tedy méně náchylné k mlze a větru ve srovnání s ostatními letišti v Grónsku. Letiště Kangerlussuaq je mezinárodní uzel pro Air Greenland. Oblast Kangerlussuaq má pouze 514 obyvatel, a tak odtud pochází málo cestujících. Většina cestujících zde přestupuje.